# 变形战机
《变形战机》是一款街机风格跑动射击游戏，由Game Arts出品，最初于1985年在NEC-PC 8801平台出品，随后在1980和1990年代移植到红白机等大量平台。游戏之跑动射击游戏一大里程碑，为《魂斗罗》和《合金弹头》等作品提供了设计路线。游戏售出100万，是当时最畅销的电脑游戏。